# الروض (القصيم)
الروض هو مركزٌ سعوديٌ يقع وسط منطقة القصيم وتابع لمدينة بريدة ويبعد عن الطريق السريع الرابط بين القصيم المدينة المنورة 3 كم.

## الموقع والتاريخ
يقع الروض جنوب غرب بريدة بـ 45 كم تمتاز بموقعها في وسط القصيم وارضها من الأراضي الزراعيه الخصبة تقع في المثلث الذهبي لمنطقة القصيم تأسست عام 1424هـ الموافق 2003م على يد قبيل بن رجاء بن قبيل الشدادي العمري

## السكان
يبلغ عدد سكان الروض 350 نسمة.

## الموقع الجغرافي
تقع الروض وسط منطقة القصيم وتبعد عن مدينة بريدة 45 كم، وعن محافظة البكيرية 18 كم، ويبعد عن محافظة عنيزة 20 كم.

## المناخ
المناخ قاري صحراوي، حار جاف صيفًا بارد مُمطر شتاء، وتبلغ درجة الحرارة صيفًا 45°م، وفي الشتاء تصل 3- ما دون الصفر ومتوسط سقوط المطر 145 ملم.